# آنوشا نظری
آنوشا نظری (۱۶ دی) یک خواننده کلاسیک اپرا اهل ساریِ ایران با بازه صدایی متزو-سوپرانو است. آنوشا جزو خوانندگان کُر در ارکستر سمفونیک تهران بود اما پس از مهاجرت به فرانسه در سال ۲۰۱۶ به عنوان یک تک‌خوان به فعالیت خود ادامه داد.
او از سن ۲۰ سالگی به عنوان خواننده کر وارد گروه کر و ارکستر فیلارمونیک سونات شد. او آموزش‌های موسیقایی خود را در آکادمی‌های خصوصی و نزد معلمان خصوصی دنبال کرد و همزمان در دانشگاه به تحصیل در رشته معماری پرداخت و در سال ۲۰۱۲ م. فارغ‌التحصیل شد. همچنین او به عنوان خواننده کر در جشنواره‌های مختلفی در ایران شرکت کرد. با گروه کر سونات، در سال‌های ۲۰۱۳ و ۲۰۱۴ م. مقام سوم و اول را در بخش آواز جمعی در جشنواره موسیقی فجر به دست آوردند. در سال ۲۰۱۴ م.، به عنوان خواننده کر به ارکستر سمفونیک تهران که درآن زمان تحت رهبری الکساندر رهبری بود پیوست.
او سال ۲۰۱۶ م به فرانسه مهاجرت کرده، و تحصیلات موسیقی و آواز کلاسیک خود را در کنسرواتوار موسیقی سرژی-پونتواز تکمیل نمود.
پس از اجرا در سالن‌های موسیقایی ایران مانند تالار وحدت، رودکی، فرهنگسرای ارسباران، میلاد و…، او کار خود را در صحنه‌های فرانسه و اروپا ادامه داد (تئاتر شانزه‌لیزه، فیلارمونی پاریس، سالن کورتو، مدرسه عالی ملی هنرهای زیبا پاریس، موزه ملی هنرهای آسیایی گیمه پاریس، هتل لوزن، موزه فرانسوی کارت‌بازی، آمفی‌تئاتر ریشلیو در دانشگاه سوربن، موسسه جهان عرب، شهرک دانشجویی بین‌المللی پاریس، فیلارمونی مونیخ و…) و با هنرمندان و موسیقی‌دانان مختلفی از جمله ژولی گیه، ژان-کلود کریر، نهال تجدد و لیلی انور، شانی دیلوکا و سونیا ویدر-آترتون همکاری کرد.
به مناسبت ۳۰ سالگی تأسیس بخش فارسی رادیو بین‌المللی فرانسه (ار.اف. ای)، او سروده آتشکده کرکویه را به همراه سپند دادبه در رادیو بین‌المللی فرانسه اجرا کرد.
اولین آلبوم موسیقی او، نوای نیاکان، در مارس ۲۰۲۱ توسط مرکز مطالعات و فرهنگ ایران‌شناسی ساموئل جردن در دانشگاه کالیفرنیا تولید و منتشر شد. او در این آلبوم موسیقی قطعات آهنگسازان ایرانی چون مرتضی حنانه، ثمین باغچه بان، آندره امین‌الله حسین و محمد سعید شریفیان را به اجرا درآورده است.
در آوریل ۲۰۲۱ م. او با ۲۰ هنرمند از سراسر جهان در پروژه موسیقی ۲۰ آهنگ و لالایی‌های جهان شرکت کرد که توسط نشر موسیقایی جویوکس تولید و توسط نشر موسیقایی سونی موزیک منتشر شد.
آلبوم موسیقی دوم او، مِیِ ناب: نکوداشت خیام، توسط گندی‌شاپور و با همکاری سازمان ملی هنرهای زیبا فرانسه تولید و منتشر شد. این آلبوم که شامل آثاری برای خواننده کلاسیک، کلارینت و پیانو است، آثار چهار آهنگساز ایرانی نسل جدید را گرد هم آورده است که برای خلق این اثر همکاری کرده‌اند. این آلبوم موسیقی بزرگداشتی به شاعر قرن یازدهم میلادی خیام است که اشعارش به بزرگداشت مفاهیمی چون شراب، عشق و جستجوی ابدی لحظه حال می‌پردازند.
او همچنین هم‌بنیانگذار سازمان مردم نهاد فرهنگی غیرانتفاعی فرانسوی گندی‌شاپور است.
علاوه بر اجراهای صحنه‌ای، آنوشا نظری مجموعه‌ای از ویدیوهای موسیقایی را در همکاری با نهادهایی نظیر تئاتر شانزه‌لیزه و فیلارمونی پاریس ارائه داد و به این ترتیب هنر خود را با مخاطبان گسترده‌تری به اشتراک گذاشت. یکی از آثار او در موزه ملی هنرهای آسیایی - گیمه ارائه شد، که از اشعار نظامی الهام گرفته و بر روی داستانه عاشقانه حماسی خسرو و شیرین متمرکز است. همان سال، او تفسیری از اثر L'Eraclito Amoroso از باربارا استروتزی، چهرهٔ برجستهٔ زن در موسیقی باروک، ارائه داد.
در ۸ مارس ۲۰۲۳ م. به مناسبت روز جهانی حقوق زنان و در همبستگی با زنان ایرانی، آنوشا نظری قطعه تو را می‌خواهم را در تئاتر شانزه‌لیزه در پاریس اجرا کرد.
او به عنوان خواننده متزوسوپرانو در پروژه موهای آتشین شرکت کرد، که یک کنسرت همراه با خوانش شعر در پنج پرده بود. این ویدیوها اولین بار در ۷ سپتامبر ۲۰۲۳ م. در سینمای یو جی سی در پاریس به اکران خصوصی درآمد، سپس در پلتفرم‌ها و شبکه‌های اجتماعی پخش شد. این پروژه در ۲۲ می در شهرک موسیقایی و فیلارمونی پاریس تولید شد. این کلیپ‌ها، کوتاه اما قدرتمند، موسیقی کلاسیک و شعر نوشته شده توسط گروس عبدالمکیان را ترکیب می‌کنند. سه موزسین، شانی دیلوکا پیانیست، سونیا ویدر-آترتون ویلنسلیست، و انوشا نظری، متزوسوپرانو، در این پروژه نقش اصلی را ایفا کردند. ژولی گیه بازیگر فرانسوی آنها را همراه با دکلمه این شعرها همراهی می‌کند. این پروژه توسط گندی‌شاپور و به کارگردانی آگوستن دوپوی و مدیر فیلمبرداری سارا گیومن-هاداد تولید شده است.
آنوشا نظری عضو هیئت داوران چندین نهاد معتبر از جمله ۱۶۰مین دوره سازمان ملی هنرهای زیبا فرانسه و جشنواره بین‌المللی دیدارهای جهانی شبکه توسعه آقا خان (AKDN) بوده است.

## آلبوم‌شناسی
- نوای نیاکان - ۲۰۲۱
- ۲۰ آهنگ و لالایی‌های جهان - ۲۰۲۱
- مِیِ ناب: نکوداشت خیام - ۲۰۲۴

## تک آهنگ
- آتشکده کرکویه (از مجموعه خسرو و شیرین)
- L'Eraclito amoroso
- Krunk
- Woman, Life, Freedom
- Chera
- Freedom
- به صحرا
- Flow My Tears
- Mélodies Persanes Op. 26: La brise

## فیلم شناسی
- آتشکده کرکویه (از مجموعه خسرو و شیرین)
- جوشش عشق (کاروان)
- L'Eraclito amoroso
- تو را می‌خواهم
- Krunk
- بزرگداشت سعدی
- موهای آتشین
- Freedom
- شمع سحر
- به صحرا
- Flow My Tears
- Mélodies Persanes Op. 26: La brise